# 위관 (부양경후)
위관(韋寬, ? ~ 기원전 12년)은 전한 말기의 제후로, 경조윤 두릉현(杜陵縣) 사람이다. 승상 위현성의 아들이다.

## 생애
건소 3년(기원전 36년), 위현성의 뒤를 이어 부양후(扶陽侯)에 봉해졌다.
원연 원년(기원전 12년)에 죽으니 시호를 경(頃)이라 하였고, 작위는 아들 위육이 이었다.

## 출전
- 반고, 《한서》 권18 외척은택후표·권73 위현전

| 선대 아버지 부양공후 위현성 | 전한의 부양후 기원전 36년 ~ 기원전 12년 | 후대 아들 부양희후 위육 |